# Határhegy (Huszti járás)
Határhegy (ukránul: Загорб falu Ukrajnában, Kárpátalján, a Huszti járásban.

## Fekvése
Beregi nyugati szomszédjában fekvő település.

## Története
A 867 méter tengerszint feletti magasságban fekvő Határhegy falucskának a 2001 évi népszámláláskor 75 lakosa volt.